# لقمه‌ماهی‌های دم‌نواری
لقمه‌ماهی‌های دم‌نواری (نام علمی: Taeniura) نام یک سرده از تیره پوماهی است.

## گونه‌ها
- Taeniura grabata (اتین ژفروآ سن-ایلر, ۱۸۱۷) (Round fantail stingray)
- Taeniura lymma (پیتر فوشکول, ۱۷۷۵) (Bluespotted ribbontail ray)
- Taeniura meyeni (یوهانس پتر مولر و فریدریش گوستاو یاکوب هنله, ۱۸۴۱) (Blotched fantail ray)

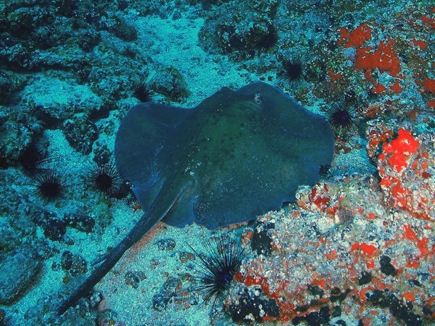
Taeniura grabata
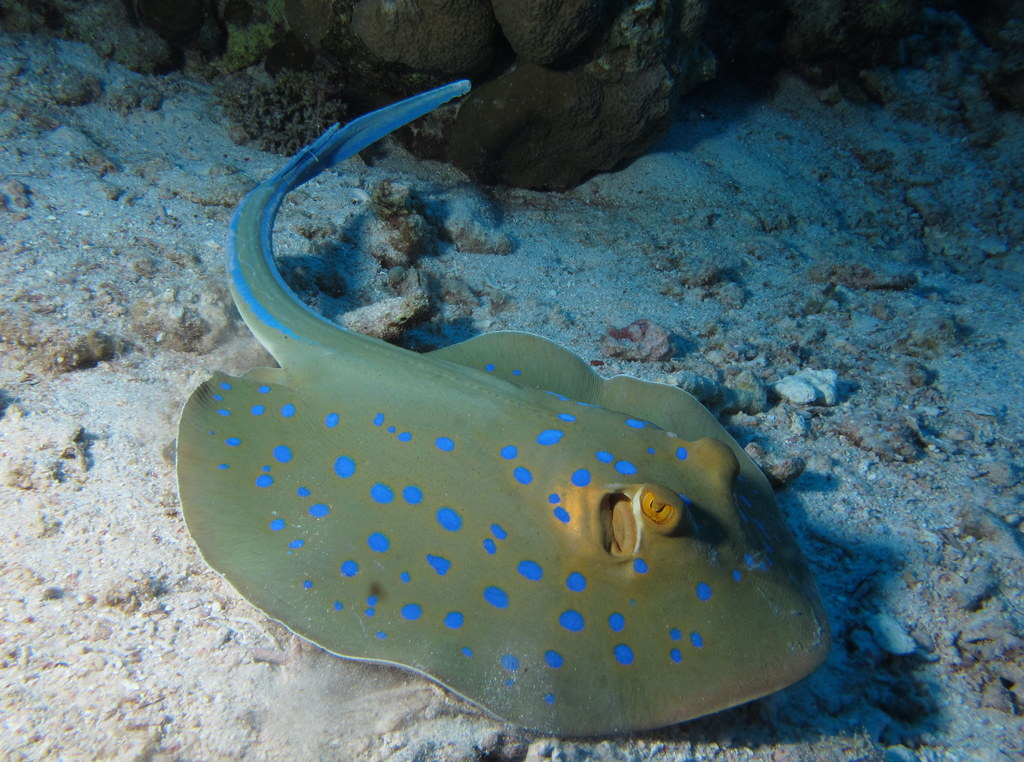
Taeniura lymma
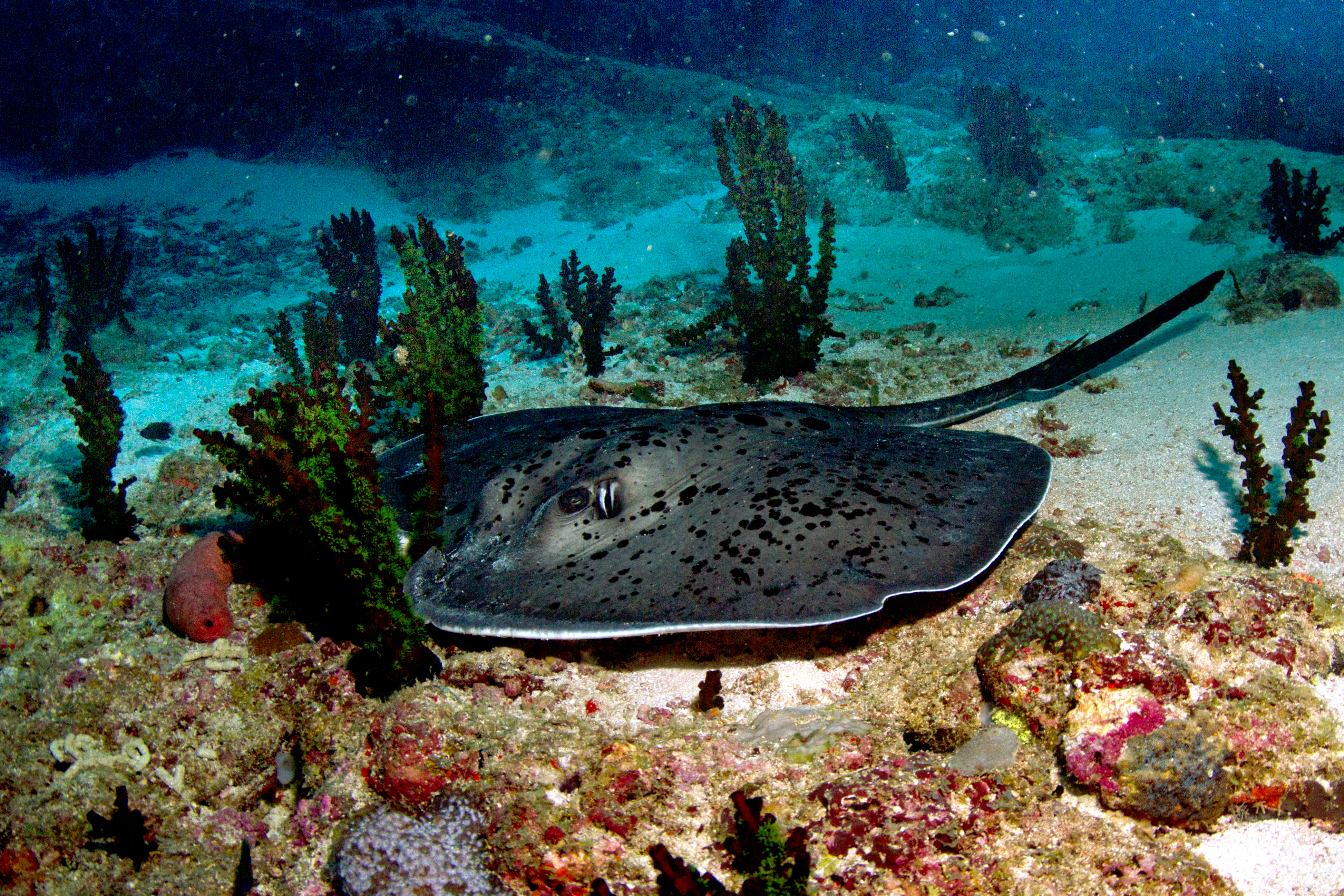
Taeniura meyeni